# Norops tolimensis
Norops tolimensis este o specie de șopârle din genul Norops, familia Polychrotidae, descrisă de Werner 1916. Conform Catalogue of Life specia Norops tolimensis nu are subspecii cunoscute.